# 자곡동
자곡동은 서울 강남구의 법정동이다. 행정동은 세곡동이다.

## 역사
부군면 통폐합 당시 자현과 지곡을 합쳐 현재의 이름이 되었다.

## 논란
- 진대제를 포함한 쟁골마을 주민들이 이웃집 신축에 반대해 갑질을 벌였다.[1]